# Apóstolos de Cambridge

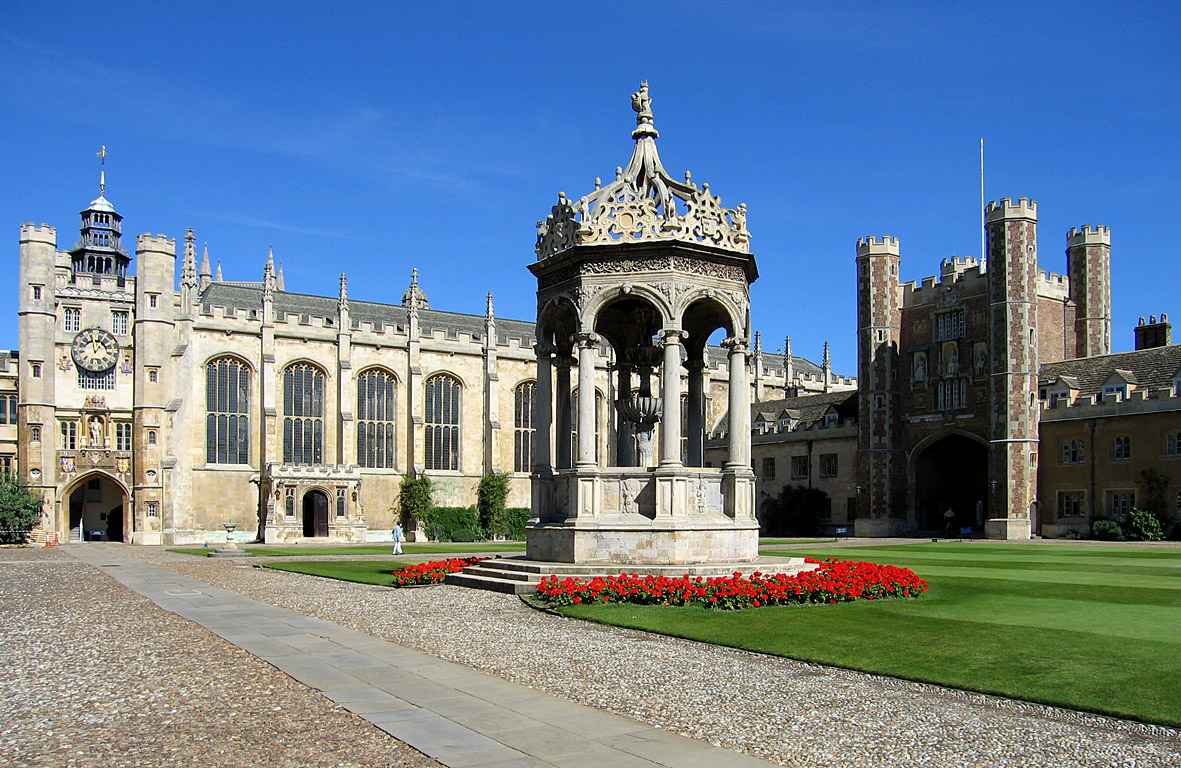
Trinity College, uma das bases dos Apóstolos de Cambridge

Os Apóstolos de Cambridge, também conhecidos como a Cambridge Conversazione Society, são uma sociedade secreta da elite intelectual da Universidade de Cambridge, fundada em 1820 por George Tomlinson, um estudante de Cambridge que chegou a ser bispo de Gibraltar.
A sociedade teve seu nome, os Apóstolos, devido aos seus fundadores terem sido em número de doze. A maior parte dos membros não é graduado, ainda que tenha tido estudantes graduados entre os membros, além de membros que ostentaram postos na universidade. Tradicionalmente, a sociedade teve seus membros baseados no King's College e no Trinity College.

## Alguns ex-membros
- George Tomlinson, bispo de Gibraltar (1820)
- Erasmus Alvey Darwin, irmão de Charles Darwin (1823)
- John Sterling, escritor e poeta (1825)
- John Mitchell Kemble, historiador (1826)
- Arthur Hallam, poeta (1829)
- Alfred Tennyson, poeta (1829)
- Bertrand Russell, filósofo (1892)
- G. E. Moore, filósofo (1984)
- E. M. Forster, escritor (1901)
- Lytton Strachey, escritor e crítico (1902)
- Ludwig Wittgenstein, filósofo (1912)
- Eric Hobsbawm, historiador (1917-2012)
- J. M. E. McTaggart, filósofo